# Aïn Zerga
Aïn Zerga (em árabe: عين الزرقاء) é uma comuna localizada na província de Tébessa, Argélia. Sua população estimada em 2008 era de 20 170 habitantes.